# Nîmes Olympique 2012-2013
Questa voce raccoglie le informazioni riguardanti il Nîmes Olympique nelle competizioni ufficiali della stagione 2012-2013. 

## Rosa
| N. |                           | Ruolo | Calciatore          |
| -- | ------------------------- | ----- | ------------------- |
| 1  | Canada (bandiera)         | P     | Haidar Al-Shaïbani  |
| 3  | Francia (bandiera)        | D     | Jean-Alain Fanchone |
| 4  | Francia (bandiera)        | C     | Sébastien Piocelle  |
| 5  | Francia (bandiera)        | C     | Riad Nouri          |
| 6  | Francia (bandiera)        | C     | Jonathan Parpeix    |
| 7  | Francia (bandiera)        | C     | Mathieu Robail      |
| 9  | Francia (bandiera)        | A     | Romain Thibault     |
| 10 | Francia (bandiera)        | A     | Nicolas Benezet     |
| 11 | Benin (bandiera)          | C     | Mouritala Ogunbiyi  |
| 12 | Costa d'Avorio (bandiera) | A     | Seydou Koné         |
| 13 | Togo (bandiera)           | A     | Komlan Amewou       |
| 16 | Francia (bandiera)        | P     | Cyrille Merville    |
| 17 | Algeria (bandiera)        | D     | Mohamed Benyahia    |

| N. |                    | Ruolo | Calciatore           |
| -- | ------------------ | ----- | -------------------- |
| 18 | Francia (bandiera) | D     | Benoît Poulain       |
| 19 | Francia (bandiera) | D     | Moussa Sidibé        |
| 20 | Francia (bandiera) | D     | Vincent Carlier      |
| 21 | Marocco (bandiera) | D     | Yassine Haddou       |
| 23 | Francia (bandiera) | C     | Emmanuel Corrèze     |
| 25 | Guinea (bandiera)  | D     | Habib Baldé          |
| 27 | Francia (bandiera) | C     | Pierre Bouby         |
| 28 | Francia (bandiera) | C     | Abdel Malik Hsissane |
| 29 | Francia (bandiera) | C     | Vincent Gragnic      |
| 30 | Francia (bandiera) | P     | Mathieu Michel       |
| 31 | Francia (bandiera) | A     | Renaud Ripart        |
| 32 | Francia (bandiera) | D     | Tarek Bensaid        |
| 33 | Marocco (bandiera) | D     | Salaheddine Sbaï     |